# Torsion d'une courbe

Dans cette hélice circulaire, le vecteur normal au plan osculateur (vecteur noir) a une direction variable mais sa dérivée est de norme constante. Cette norme correspond à la valeur absolue de la torsion.

En géométrie différentielle, la torsion d'une courbe tracée dans l'espace mesure la manière dont la courbe se tord pour sortir de son plan osculateur (plan contenant le cercle osculateur). Ainsi, par exemple,  une courbe plane a une torsion nulle et une hélice circulaire est de torsion constante. Prises ensemble, la courbure et la torsion d'une courbe de l'espace en définissent la forme comme le fait la courbure pour une courbe plane. La torsion apparait comme coefficient dans les équations différentielles du repère de Frenet.

## Définition
Soit C une courbe de l'espace orienté birégulière (les deux dérivées premières sont indépendantes) de classe supérieure ou égale à 3, paramétrisée par la longueur de l'arc : 
{\displaystyle r:I\to {\mathcal {E}}_{3},\,s\mapsto M=r(s)}
La dérivée de r donne le vecteur unitaire {\displaystyle {\vec {t}}(s)} tangent à la courbe et la dérivée seconde de r est alors un vecteur orthogonal au vecteur tangent dont la norme donne la courbure {\displaystyle \kappa (s)}. Le vecteur normal à la courbe {\displaystyle {\vec {n}}(s)} et le vecteur binormal {\displaystyle {\vec {b}}(s)} sont donnés par :
{\displaystyle {\vec {n}}(s)={\frac {1}{\kappa }}r''(s)} et {\displaystyle {\vec {b}}(s)={\vec {t}}(s)\land {\vec {n}}(s)}
où {\displaystyle \land } est le produit vectoriel. Ce vecteur {\displaystyle {\vec {b}}} est un vecteur normal au plan osculateur. 
La dérivée du vecteur {\displaystyle {\vec {b}}} est alors un vecteur colinéaire à {\displaystyle {\vec {n}}} et il existe une fonction {\displaystyle \tau } appelée torsion telle  que
{\displaystyle {\frac {\mathrm {d} {\vec {b}}(s)}{\mathrm {d} s}}=-\tau (s){\vec {n}}}
rem: on trouve parfois la définition de la torsion avec un signe opposé.
Si la torsion est non nulle, on appelle rayon de torsion l'inverse de la torsion. 
Si la torsion de la fonction est constamment nulle, la courbe est une courbe plane.

## Calcul de la torsion
Il est possible de calculer la torsion pour tout paramétrage (normal ou admissible) . Si la courbe birégulière de classe supérieure ou égale à 3 est définie par 
{\displaystyle f:I\to {\mathcal {E}}_{3},\,t\mapsto M=f(t)}
alors
{\displaystyle \tau (t)={\frac {\mathrm {Det} (f'(t),f''(t),f'''(t))}{\|f'(t)\land f''(t)\|^{2}}}}
et si {\displaystyle f=(x,y,z)} alors
{\displaystyle \tau ={\frac {x'''(y'z''-y''z')+y'''(x''z'-x'z'')+z'''(x'y''-x''y')}{(y'z''-y''z')^{2}+(x''z'-x'z'')^{2}+(x'y''-x''y')^{2}}}.}

## Influence sur le comportement local

Courbe gauche (en noir) et ses projetés sur le plan osculateur (brun), plan normal (bleu) et plan rectifiant (vert) pour une torsion positive au voisinage de M_{0} : sur le plan osculateur, la courbe se comporte presque comme une fonction du second degré, sur le plan normal M_{0} est un point de rebroussement et sur le plan rectifiant on observe un point d'inflexion. La courbe traverse le plan osculateur en M_{0}.

Au point M0, correspondant à la valeur s0 du paramètre,  on note {\displaystyle \kappa _{0}} la courbure de la courbe en ce point et  {\displaystyle \tau _{0}} sa torsion. On se place dans le   repère de Frenet {\displaystyle (M_{0},{\vec {t}}_{0},{\vec {n}}_{0},{\vec {b}}_{0})} pour étudier la courbe. Les coordonnées {\displaystyle (x,y,z)} d'un point de la courbe dans ce repère vérifient les égalités suivantes :
{\displaystyle y={\frac {1}{2}}\kappa _{0}x^{2}+o(x^{2})}
{\displaystyle z={\frac {1}{6}}\kappa _{0}\tau _{0}x^{3}+o(x^{3})}
où {\displaystyle o(x^{2})} et {\displaystyle o(x^{3})} sont négligeables devant {\displaystyle x^{2}} et {\displaystyle x^{3}}.
La seconde égalité indique comment la courbe tend à s'échapper de son plan osculateur, c'est-à-dire du plan {\displaystyle (M_{0},{\vec {t}}_{0},{\vec {n}}_{0})}, et le rôle de la torsion dans ce phénomène.
Si la torsion est positive, la courbe est dextre,  et se comporte localement comme l'hélice d'un tire-bouchon. Si la torsion est négative, la courbe est dite senestre.

## Hélice et sphères osculatrices

### Hélice osculatrice
Parmi les courbes gauches, les plus simples sont les hélices circulaires et l'on peut chercher à approcher localement la courbe gauche par une hélice circulaire. Si la courbe est paramétrée par  la longueur de l'arc prise à partir du point M0  , le développement limité d'ordre 3 des coordonnées de la courbe dans le repère de Frenet au voisinage de M0 est :
{\displaystyle \left\{{\begin{array}{l}x(s)=s-{\frac {1}{6}}\kappa _{0}^{2}s^{3}+o(s^{3})\\y(s)={\frac {1}{2}}\kappa _{0}s^{2}+{\frac {1}{6}}\kappa '_{0}s^{3}+o(s^{3})\\z(s)={\frac {1}{6}}\kappa _{0}\tau _{0}s^{3}+o(s^{3})\end{array}}\right.}
où {\displaystyle \kappa '_{0}} est la valeur de la dérivée de la courbure en {\displaystyle M_{0}}. 
L'hélice pour laquelle la distance entre les deux courbes est la plus petite au voisinage de {\displaystyle M_{0}} est l'hélice de même plan osculateur, de  courbure {\displaystyle \kappa _{0}} et de torsion {\displaystyle \tau _{0}}. Elle est appelée hélice osculatrice de la courbe au point  {\displaystyle M_{0}}. La distance entre les deux courbes est alors d'ordre 3 et vaut {\displaystyle |{\frac {1}{6}}\kappa '_{0}s^{3}+o(s^{3})|}. Les autres hélices de même cercle osculateur sont également à une distance d'ordre 3 de la courbe mais à une distance supérieure.
On retrouve cette même distance {\displaystyle |{\frac {1}{6}}\kappa '_{0}s^{3}+o(s^{3})|}, dans le plan entre une courbe plane et son cercle osculateur.

### Sphères osculatrices et surosculatrices
On peut aussi chercher à minimiser la distance de la courbe à une sphère.
La distance entre la courbe et la sphère sera en o(s²) si et seulement si la sphère coupe le plan osculateur selon le cercle osculateur. Il existe donc une infinité de sphères de ce type dont le centre  est situé sur un axe passant par le centre du cercle osculateur  et de direction {\displaystyle b_{0}}. Cet axe s'appelle l'axe de courbure de la courbe.
Si la torsion {\displaystyle \tau _{0}} est non nulle, parmi ces sphères, il en existe une pour laquelle la distance entre la courbe et la sphère est en o(s3). C'est celle dont le centre a pour coordonnées dans le repère de Frenet :
{\displaystyle \Omega =\left(0;{\frac {1}{\kappa _{0}}};-{\frac {\kappa '_{0}}{\kappa _{0}^{2}\tau _{0}}}\right)}
et qui passe par le point {\displaystyle M_{0}}.
Cette sphère s'appelle, selon les auteurs, la sphère osculatrice ou surosculatrice de la courbe au point {\displaystyle M_{0}}.